# Moukhino (oblast de Leningrad)
Moukhino (russe : Му́хино (jusqu'en 1948 en finnois : Sahakylä, russe : Сахакюля) est une localité rurale sur la rive nord-est de la rivière Rochtchinka, dans l'isthme de Carélie, dans le raïon de Vyborg de l'oblast de Leningrad.
La localité est desservie par la station 63 km du Chemin de fer Riihimäki – Saint-Pétersbourg.